# Ekeby distrikt, Skåne
Ekeby distrikt är ett distrikt i Bjuvs kommun och Skåne län.
Området ligger söder om Bjuv.

## Tidigare administrativ tillhörighet
Distriktet inrättades 2016 och utgörs av socknen Ekeby i Bjuvs kommun.
Området motsvarar den omfattning Ekeby församling hade 1999/2000.